# Nusco
Nusco község (comune) Olaszország Campania régiójában, Avellino megyében.

## Fekvése
A megye délkeleti részén fekszik. Határai: Bagnoli Irpino, Cassano Irpino, Castelfranci, Lioni, Montella, Montemarano, Sant’Angelo dei Lombardi és  Torella dei Lombardi.

## Története
A település a 11. században nyerte el a civitas (város) rangot, miután püspöki székhellyé nevezték ki. Első püspöke és egyben védőszentje Szent Amato 1094-ben született a településen. A középkorban a de Tivilla, d’Aquino, de Gianvilla és Imperiale nemesi családok birtoka volt. A 19. században nyerte el önállóságát, amikor a Nápolyi Királyságban felszámolták a feudalizmust.

## Népessége
A népesség számának alakulása:

## Főbb látnivalói
- a szeminárium és könyvtára
- a vár (castello)
- a 18. századi katedrális a 13. századból származó kriptával
- Szent Amato szobra 1893-ból